# Lilla Jälken
Lilla Jälken är en sjö i Hedemora kommun i Dalarna och ingår i Dalälvens huvudavrinningsområde. Sjön har en area på 0,046 kvadratkilometer och ligger 166,3 meter över havet. Sjön avvattnas av vattendraget Norsån (Garpenbergsån). Vid provfiske har abborre, gers och mört fångats i sjön.

## Delavrinningsområde
Lilla Jälken ingår i det delavrinningsområde (668899-152354) som SMHI kallar för Inloppet i Finnhytte-Dammsjön, och ligger precis nedströms Stora Jälken. Medelhöjden är 174 meter över havet och ytan är 0,43 kvadratkilometer. Det finns ett avrinningsområde uppströms, och räknas det in blir den ackumulerade arean 10,59 kvadratkilometer. Norsån (Garpenbergsån) som avvattnar avrinningsområdet har biflödesordning 2, vilket innebär att vattnet flödar genom totalt 2 vattendrag innan det når havet efter 136 kilometer. Avrinningsområdet består mestadels av skog (59 procent). Avrinningsområdet har 0,05 kvadratkilometer vattenytor vilket ger det en sjöprocent på 10,7 procent.